# Michael Lepond
Michael Anthony LePond III (Newark, New Jersey, 1966. február 17. –) az észak-amerikai Symphony X progresszív metal együttes basszusgitárosa. A 2000-ben megjelent V-The New Mythology Suite album készítésekor csatlakozott a zenekarhoz, és azóta az összes kiadványon szerepelt. Korábban a Dead on Arrival nevű New York-i heavy metal együttes tagja volt mellyel Alive and Kickin címmel egy albumot is kiadott 1996-ban. Ezenkívül a Rattlebone együttes 1997-ben megjelent hatszámos albumán is szerepelt.

## Életrajz
13 évesen New Yorkban látott egy KISS koncertet a Madison Square Gardenben, mely nagymértékben befolyásolta, hogy zenei pályára lépjen. Elsősorban az együttes basszusgitárosa Gene Simmons volt rá hatással. Ezt követően vett egy Univox basszusgitárt és egy 150 wattos erősítőt, majd elkezdett basszusleckéket venni. Ez idő tájt Geddy Lee a Rush együttes basszusgitárosa volt a legnagyobb példaképe, majd elmondása szerint Geezer Butler, Steve Harris, és Joey DeMaio játéka is inspiráló hatással volt rá. Pályája során megfordult olyan együttesekben, mint a Dead on Arrival mellyel Alive and Kickin címmel egy albumot is kiadott 1996-ban. Ezenkívül szerepelt a Rattlebone együttes 1997-ben megjelent hatszámos albumán is.
1998-ban egy közös baráton keresztül ismerkedett meg a Symphony X gitárosával Michael Romeóval. Mivel az eredeti basszusgitáros Thomas Miller elhagyta a zenekart, meghívást kapott a megüresedett posztra, és azóta is a zenekar tagja. Az első album melyen már hallható a játéka, a 2000-ben megjelent V-The New Mythology Suite. 2006-ban Crohn-betegségben szenvedett, így az együttesnek el kellett mulasztania az európai turnéját. Sikeres műtét után, 2006. május 31-én jelentette be a honlapján, hogy már egészséges.

## Felszerelése
Leginkább Fender Precision, "Hamer Scarab" és "Musicman Sterling" basszusgitárokat használ. Basszuserősítők terén pedig "Madison 8x10", "Tech 21 RBI", "Ampeg 4x10 Classic" és "Ampeg B2-R head" márkákat szokta használni.

## Kapcsolódó szócikk
- Symphony X